# シングルベッド
「シングルベッド」は、シャ乱Qの6枚目のシングル。1994年10月21日にBMGビクター（現：ソニー・ミュージックレーベルズ）から発売された。

## 解説
- オリコン最高順位は9位であったが、「ズルい女」のヒットとともに売上を伸ばしてロングヒットとなり、シャ乱Qにとって初のミリオンセラーとなったシングル。オリコン100位以内の登場回数は54回を誇る一方、ミリオンセラーになった作品としては最高位が最も低いシングルである。
- 日本テレビ系アニメ、『D・N・A² 〜何処かで失くしたあいつのアイツ〜』のエンディング・テーマとして使用された。
- 2009年12月31日、日本テレビ系列『ダウンタウンのガキの使いやあらへんで!!』の企画「絶対に笑ってはいけないホテルマン24時」では、この企画に関する替え歌でリテイクした。
- 2013年、LaLa TVで放送されたドラマ『恋愛ドラマをもう一度』では、つんく♂によるセルフカバー版が主題歌として使用された。
- 2017年、映画『22年目の告白 -私が殺人犯です-』では1995年のパートで劇中歌として使用された。

## 収録内容
| #         | タイトル                   | 作詞      | 作曲              | 編曲               | 時間  |
| --------- | -------------------------- | --------- | ----------------- | ------------------ | ----- |
| 1.        | 「シングルベッド」         | つんく    | はたけ            | 鳥山雄司 & シャ乱Q | 5:26  |
| 2.        | 「プリーズ」               | まこと    | はたけ & たいせー | 嶋田陽一 & シャ乱Q | 4:48  |
| 3.        | 「シングルベッド (inst.)」 |           |                   |                    | 5:23  |
| 合計時間: | 合計時間:                  | 合計時間: | 合計時間:         | 合計時間:          | 15:37 |

## 収録アルバム
1. シングルベッド
  - 4thスタジオ・アルバム『劣等感』
  - 1stベスト・アルバム『シングルベスト10★おまけつき★』
  - 3rdベスト・アルバム『BEST OF HISTORY』
  - 4thベスト・アルバム『シャ乱Qハタチのベスト・アルバムDVDつき』
  - 5thベスト・アルバム『GOLDEN☆BEST シャ乱Q』
2. プリーズ
  - 5thベスト・アルバム『GOLDEN☆BEST シャ乱Q』

## カバー

### 「シングルベッド」
2013年7月17日に、セルフカバー版シングル「「シングルベッド」」が、シャ乱Qの21枚目のシングルとして、アップフロントワークス（zetimaレーベル）から発売された。
「シングルベッド」のセルフカバーであるが、オリジナル版とは異なり、「」が付加されている。前作の「歩いてる」から約6年半ぶりのシングルである。シャ乱Q結成25周年記念として、再レコーディングされた。キーは原曲から半音下げられている。前作から引き続き、月光恵亮によるプロデュース作品となった。
カップリング曲には「蜃気楼 しんきろう」と「Come on! 僕たちの未来」の2曲の新曲が収録されている。カップリング2曲は日本テレビ『ぶらり途中下車の旅』エンディング・テーマとして起用された。

#### 収録曲
全編曲：シャ乱Q
1. 「シングルベッド」
作詞：つんく、作曲：はたけ
2. 蜃気楼 しんきろう
作詞：まこと、作曲：はたけ
3. Come on! 僕たちの未来
作詞・作曲：つんく
4. 「シングルベッド」 (Instrumental)
5. 蜃気楼 しんきろう (Instrumental)
6. Come on! 僕たちの未来 (Instrumental)

### その他のカバー
- 2001年、チビつんくによりカバーされた楽曲がシングルリリースされた（タイトル「ズルい女/シングルベッド」）
- 2005年、つんく♂がソロアルバム『V3〜青春カバー〜』にて、セルフカバー。原曲より、ロック色が希薄しているが、歌謡曲を意識したアレンジになっている。
- 2007年、ロックバンドのユーフォーリアがカバーした歌が、テレビ朝日系列の連続ドラマ『特命係長 只野仁』（3rdシーズン）の主題歌になっている。
- 2015年、青紀ひかりがカバーアルバム「Otokouta」でカバー。
- 2020年、ピアニストのハラミちゃんのピアノカバーアルバム『ハラミ定食 ~Streetpiano Collection~』に収録[1]。
- 2024年、声優の鈴木達央がカラオケDAMの「あにそんボーカル」でカバー。